# Strada provinciale 83 Tangenziale di San Giovanni in Persiceto
La strada provinciale 83 Tangenziale di San Giovanni in Persiceto è una strada provinciale italiana della città metropolitana di Bologna che permette di aggirare il centro di San Giovanni in Persiceto.

## Percorso
A nord della cittadina, lascia la ex SS 255 e le corre parallela verso sud. In prossimità di San Giovanni interseca la ex SS 568, di nuovo la ex SS 255, la SP 41 e la SP 2. Si conclude nel punto in cui incrocia per la seconda volta la ex SS 568, dove inoltre comincia la SP 3 Trasversale di Pianura.